# Македонское радио и телевидение
Македонское радио и телевидение (макед. Македонска радио-телевизија), сокращённо «МРТ» — государственная организация Северной Македонии, до 1992 года республиканский радиотелецентр «Радио и телевидение Скопье», объединённый с другими в Югославское радио и телевидение.

## История

### Радио Скопье (1944 - 1964)
28 декабря 1944 была основана радиокомпания Радио Скопје, запустившая одноимённый радиоканал. Вещание началось с прямой передачей Второй Сессии Антифашистского собрания по народному освобождению Македонии (высший законодательный орган недавно сформированного государства). Эта дата празднуется как День МРТ. Позже Радио Скопје запустила радиоканал Радио Скопје 2, радиоканал Радио Скопје стал называться Радио Скопје 1.

### Радио и телевидение Скопье (1964 - 1991)
14 декабря 1964 Радио Скопье запустило телеканал Телевизија Скопје, радиокомпания Радио Скопье стала телерадиокомпанией Радио и телевидение Скопье (Радиотелевизија Скопје). Позже Радиотелевизија Скопје запустила радиоканал Радио Скопје 3. 1978 году Радио и телевидение Скопье запустила телеканал Телевизија Скопје 2, Телевизија Скопје стал называться Телевизија Скопје 1.

### Македонское радио и телевидение (с 1991)
В 1991 году Радио и телевидение Скопье было переименовано в Македонское радио и телевидение (Македонска радиотелевизија, МРТ), Телевизија Скопје 1 было переименовано в МТВ 1, Телевизија Скопје 2 в МТВ 2, Радио Скопје 1 в МР 1, Радио Скопје 2 в МР 2, Радио Скопје 3 в МР 3, был также запущен телеканал МТВ 3. В 1993 Македонское радио и телевидение вышло из Ассоциации югославских радио- и телекомпаний. В июле 1993 телекомпания МРТ стала полноправным членом Европейского вещательного союза. В результате спора с Грецией о праве использования терминов Македония/македонский, название телеканала МРТ допускается только под аббиратурой МКРТВ. С Законом о радиовещании от 24 апреля 1997, македонское Радио и Телевидение были разделены на две части: радиовещание и Радио-Телевидение. 30 апреля 2000 года МРТ запустил международный спутниковый телеканал МРТ Sat. Согласно статье 77 Закона о радиовещании, 61% собранного налога на телевещание принадлежит Радио-Телевидению Македонии. Спутниковый канал радио начал работу в июле 2003 и также ведёт круглосуточное вещание: туда входят лучшие программы Македонского Радио и его оригинальной программы «Радио Македония» с продолжительностью 6 часов и 30 минут. В 2012 года МТВ 1 был переименован в МРТ 1, МТВ 2 в МРТ 2, МТВ 3 в МРТ собраниски канал, был также запущен международный спутниковый иноязычный канал MRT 2 Sat.

### Будущее
Будущее правительство недавно заявило, что для МРКТВ существует угроза банкротства или ликвидации. Телевещание на веб-сайте прекратилось 1 января 2009 года.

## Описание

### Общенациональные телеканалы общей тематики
Македонское Телевидение вещает ежедневные программы  на нескольких телеканалах. 
- МРТ 1 вещает непрерывную 24-часовую программу.
- МРТ 2 вещает программы на албанском языке.
- MРT 3 транслирует спортивную и развлекательную 24-часовую программу. MРT 3 HD имитирует программу MРT 3 в HD качестве.
- MРT 4 транслирует программы для национального меньшинства в Северной Македонии на турецком, сербском, цыганском, влахском и боснийском языках. MРТ 4 HD имитирует программу MРТ 4 в HD качестве.
- MРТ 5 транслирует специализированную программу для детей 24-часовую программу. MРТ 5 HD имитирует программу MРТ 5 в HD качестве.

Доступны во всех районах Северной Македонии через эфирное (цифровое (DVB-T) на ДМВ, ранее - аналоговое (PAL) на ДМВ и МВ), кабельное и спутниковое телевидение на первых двух каналах.

### Тематические общенациональные телеканалы
- Собраниски канал-был образован в 1991 году как экспериментальный канал, но сейчас он транслирует деятельность Ассамблеи Республики Северная Македония. MРТ Собраниски канал HD имитирует программу MРТ Собраниски Канал в HD качестве.

Доступен во всех районах Северной Македонии через эфирное (цифровое (DVB-T) на ДМВ, кабельное и спутниковое телевидение.

### Международные телеканалы
- МРТ Sat начал вещание в 2000. Круглосуточно транслирует лучшие программы МРТ и оригинальные программы по всему миру.
- МРТ Sat 2 Круглосуточно транслирует лучшие программы МРТ и оригинальные программы по всему миру на албанском языке.

### Общенациональные радиостанции общей тематики
МРТ ежедневно транслирует программы общим хронометражем 86.5 часов в сутки на трёх государственных каналах и на спутниковом канале. МР 1 и МР 2 ведут круглосуточное вещание. Радиопередачи выходят в эфир на всех языках национальных меньшинств Северной Македонии, включая албанский (с 1948); турецкий (с 1945) 5 часов; арумынский (с 1991); румынский (с 1991); сербский (с 2003) и боснийский (с 2003), на каждом по 30 минут в день. Также программы на болгарском и сербском языках передает «Радио Македония».
- МР 1 - общая
- МР 2 - музыкальная
- МР 3 - культура

Доступны во всех районах Северной Македонии через эфирное радиовещание (аналоговое на УКВ (УКВ CCIR), МР 1 (ранее - все) также на СВ).

### Международные радиостанции
Трансляция программ «Радио Македонии» осуществляется и в Интернете.

## Организация
По структуре компания делится на Македонское Радио, македонское Телевидение и отдел кадров для производства услуг МТВ. После недавней реструктуризации были образованы несколько объединённых отделов с целью снижения расходов и интегрирования программ общественного интереса (начиная с отдела новостей, архива, отдела многоязычного вещания и т.д.). Высший орган - Совет МРТ (Советот на МРТ), избираемый Собранием.